# Challenger Ciudad de Guayaquil 2008
Il Challenger Ciudad de Guayaquil 2008 è stato un torneo di tennis facente parte della categoria ATP Challenger Series nell'ambito dell'ATP Challenger Series 2008. Il torneo si è giocato a Guayaquil in Ecuador dal 3 al 9 novembre 2008 su campi in terra rossa e aveva un montepremi di $50 000+H.

## Vincitori

### Singolare
Sergio Roitman ha battuto in finale  Brian Dabul con il punteggio di 7–6(5), 6–4.

### Doppio
Sebastián Decoud /  Santiago Giraldo hanno battuto in finale  Thiago Alves /  Ricardo Hocevar con il punteggio di 6–4, 6–4.